# Засновок
За́сновок — термін, який вживають у логіці та математиці.
- У логіці — судження, яке є підставою для висновку і необхідною частиною будь-якого висновку.

- У математиці — формула, яка лежить в основі певного виведення і в межах цього виведення не доводиться.